# Konfederacja Młodej Polski Rokosz
Konfederacja Młodej Polski ROKOSZ, kryptonim „Warta” – radykalna podziemna paramilitarna organizacja opozycyjna młodzieży szkół średnich Poznania powstała 3 stycznia 1981 roku i rozbita przez Służbę Bezpieczeństwa w 1984 roku. Działała w ścisłej konspiracji. Liczyła ok. 100 osób.

## Założyciele
- Wojciech Albert Nowak ps. "Alfa"
- Paweł Kozacki ps. "Hades"
- Krzysztof Korzeniowski ps. "Rutek"

## Działalność
W stanie wojennym KMP ROKOSZ wykonała w Poznaniu szereg akcji małego sabotażu o dużym znaczeniu propagandowym. Wydawała własne pismo podziemne "Pokolenie Walczące" oraz posiadała niezależną sieć kolportażu w szkołach średnich.
Do rozbicia KMP "Rokosz" przyczynił się tajny współpracownik TW "Wojtek". Z dokumentów IPN wynika, że był to Mirosław Krasnowski, który donosił także na działaczy poznańskiego NZS.